# Юн Джі Су
Юн Джі Су (кор. 윤지수, нар. 24 січня 1993) — південнокорейська фехтувальниця на шаблях, срібна призерка Олімпійcьких ігор 2024 року, бронзова призерка Олімпійських ігор 2020 року, чемпіонка Азії та Азійських ігор.

## Виступи на Олімпіадах
| Олімпіада           | Дисципліна          | Місце |
| ------------------- | ------------------- | ----- |
| Ріо-де-Жанейро 2016 | командна шабля      | 5     |
| Токіо 2020          | індивідуальна шабля | 11    |
| Токіо 2020          | командна шабля      | 3     |
| Париж 2024          | індивідуальна шабля | 12    |
| Париж 2024          | командна шабля      | 2     |